# Antonio Lorenzo Paredes
Antonio Lorenzo Paredes (Algorfa, 8 d'agost de 1959) és un polític valencià, diputat a les Corts Valencianes en la VIII legislatura.

## Biografia
Ha treballat com a comptable i milita al Partido Popular, amb el qual fou escollit alcalde d'Algorfa a les eleccions municipals espanyoles de 1999, 2003, 2007 i 2011. En aquesta qualitat ha estat president de la Mancomunitat de Serveis Socials de la Vega Baixa i vicepresident del primer Consorci per al desenvolupament de la Vega Baixa. Membre de la junta executiva regional i provincial d'Alacant del PP, en 2009 fou nomenat diputat a les Corts Valencianes per substituir José Cholbi Diego. En 2011 novament va substituir Gerardo Camps Devesa, elegit diputat a les eleccions a les Corts Valencianes de 2011.
En 2010 fou un dels alcaldes de la Vega Baixa implicats en el cas Brugal, en el seu cas acusat d'haver rebut un sobre amb 6.000 euros lligat a una pròrroga del contracte amb Colsur.